# Ружанна (Свецький повіт)
Ружанна (пол. Różanna) — село в Польщі, у гміні Буковець Свецького повіту Куявсько-Поморського воєводства.
Населення — 216 осіб (2011).
У 1975-1998 роках село належало до Бидгощського воєводства.

## Демографія
Демографічна структура станом на 31 березня 2011 року:
|          | Загалом | Допрацездатний вік | Працездатний вік | Постпрацездатний вік |
| -------- | ------- | ------------------ | ---------------- | -------------------- |
| Чоловіки | 116     | 24                 | 81               | 11                   |
| Жінки    | 100     | 17                 | 61               | 22                   |
| Разом    | 216     | 41                 | 142              | 33                   |